# Feniks

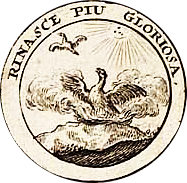
XVII-wieczne wyobrażenie feniksa z dewizą „Odrodzi się tym wspanialszy”

Feniks (gr. φοίνιξ foínix, łac. phoenīx) – mityczny ptak uznawany za symbol Słońca oraz wiecznego odradzania się życia.

## Symbolika
W starożytnym Egipcie jako benu (zgrecyzowane boinu) był ptakiem świętym, pierwotnie wyobrażanym jako pliszka, a następnie na podobieństwo czapli albo złotego sokoła o głowie czapli. W tej postaci uważany był za wcielenie słonecznego boga Ra oraz codziennego przebiegu słońca, a także corocznego przyboru i wylewu Nilu. U Egipcjan symbolizował potem (zwłaszcza w okresie Nowego Państwa) ogólnie nieśmiertelność i duchową przemianę. Za pośrednictwem Greków, Rzymian i wczesnochrześcijańskich Ojców Kościoła to powiązanie z nieustanną odnową przeniesiono na symbol stworzenia, które w określonych odstępach czasu ginie, ażeby powstać na nowo. W tym alegorycznym ujęciu feniks stał się też później symbolem zarówno Chrystusa, jak i ogólniej – zmartwychwstania i nieśmiertelności.    

## W literackich przekazach historycznych
Był znany niemal wszystkim pisarzom starożytności klasycznej, poczynając od Herodota, który jednak podawał jego istnienie w wątpliwość, choć opisywał związane z nim legendy. Według niego feniks miał wielkość i wygląd orła ze złoto-czerwonym upierzeniem. Przybywał do Egiptu z Arabii co 500 lat, przynosząc w kuli mirry szczątki swego poprzednika składane na ołtarzu słońca w Heliopolis.
Wedle innego antycznego źródła feniks miał przylatywać z Indii, skąd po 500 latach życia udawał się do Lasu Lebannon, gdzie „kąpał skrzydła w wonności”; następnie odlatywał do Egiptu, gdzie na ołtarzu słońca w Heliopolis, w miesiącu Adar kapłani przygotowywali specjalny stos, na którym się spalał i zmartwychwstawał po trzech dniach.
Według Owidiusza miał się żywić kroplami kadzidła i sokami kardamonu, zaś po 500 latach życia budował gniazdo wypełnione korą kasji, kolcami nardu, żółtą mirrą i cynamonem, następnie zaś umierał i odradzał się sam z siebie, a gniazdo swe zanosił do miasta Hyperion, ponownie na ołtarz poświęcony słońcu.
Zgodnie z przekazem Pliniusza na świecie miał być tylko jeden feniks o purpurowym ubarwieniu ze złotą głową i niebiesko-różowym ogonem oraz z grzebieniem z piór na głowie. Żyć miał 540 lat, później zaś budował gniazdo z wonności i przypraw, w którym ginął. Z kości i szpiku odradzał się najpierw w postaci czerwia, który przemieniał się w pisklę i ostatecznie w nowego ptaka feniksa. Gniazdo z resztkami poprzednika zanosił wedle Pliniusza do Miasta Słońca nieopodal Panchai.
Laktancjusz poświęcił feniksowi cały poemat. Poza dotychczasowymi opisami dodawał, iż ptak ten zamieszkiwał odległą, przepiękną krainę, gdzie co rano pił 4 razy wodę ze strumienia życia i machaniem skrzydeł witał Febusa (słońce). Po 1000 lat życia udawał się do Syrii, gdzie na drzewie palmowym budował sobie grób z soczystych ziół, akantu i mirry. Tam, śpiewając pieśni pogrzebowe, spalał się, a następnie przybierał postać jakby nasienia, następnie jaja, a ostatecznie – dorosłego ptaka. Był złoto-czerwony o żółtym ogonie z plamkami purpury, z białym dziobem o szmaragdowym połysku, szafirowymi oczami, różowymi pazurami i złotymi łuskami na nogach.
Do istniejących opisów Izydor z Sewilli dodaje, iż ptak po zbudowaniu stosu z gałęzi i przypraw czeka na wschód słońca, którego promienie zapalają gniazdo, feniks zaś roznieca je machając skrzydłami i w ten sposób spala się, by potem się odrodzić z popiołów.

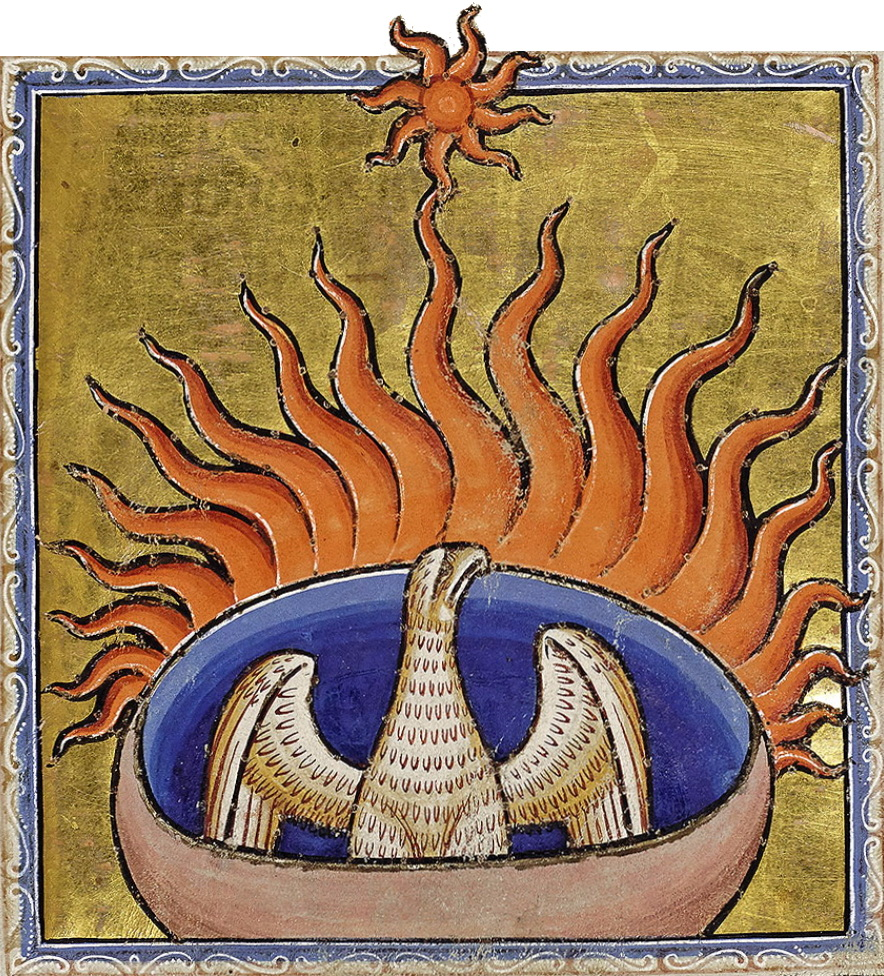
Śmierć Feniksa gorejącego w płomieniach (średniowieczny Bestiariusz z Aberdeen)

Bartłomiej Anglik podaje, iż feniks mógł żyć 300 lub 500 lat, zaś jego odrodzenie trwać miało 3 dni: pierwszego dnia powstawał robak o zapachu słodszym od róży i każdego innego kwiatu, drugiego – pisklę, które trzeciego dnia przekształcało się w dorosłego feniksa.
Według różnych innych autorów feniks miał żyć od 300 (poprzez 340, 500, 540, 1000) aż do 1461 lat. Był bezpłciowy, ponieważ rozmnażał się sam z siebie. Jego kolorystyka różni się niekiedy, przeważa jednak barwa złota i purpurowa. Zwykle budował z przypraw i gałązek wonnych roślin gniazdo albo stos, w którym umierał lub spalał się, a następnie odradzał. Ponieważ związany był z kultem słonecznym, w legendach na ogół zanosił gniazdo bądź szczątki swego poprzednika do świątyni słońca w Egipcie. W wielu mitologiach spotykane są ptaki podobne do feniksa zarówno w opisie i charakterystyce, jak i w konotacji ze słońcem.
Według niektórych to greckie podanie jest być może związane ze świętą egipską czaplą, która jest symbolem wiecznie się odradzającego wschodzącego Słońca. Jej złote i purpurowe upierzenie symbolizowało wschód Słońca w Egipcie.
Feniks najczęściej był portretowany na tle Słońca ze skrzydłami wzniesionymi do lotu.
Podobno siadał jedynie na paulowni cesarskiej, gdyż to drzewo również ma zdolność odradzania się ze ściętego pnia.